# Silverstein

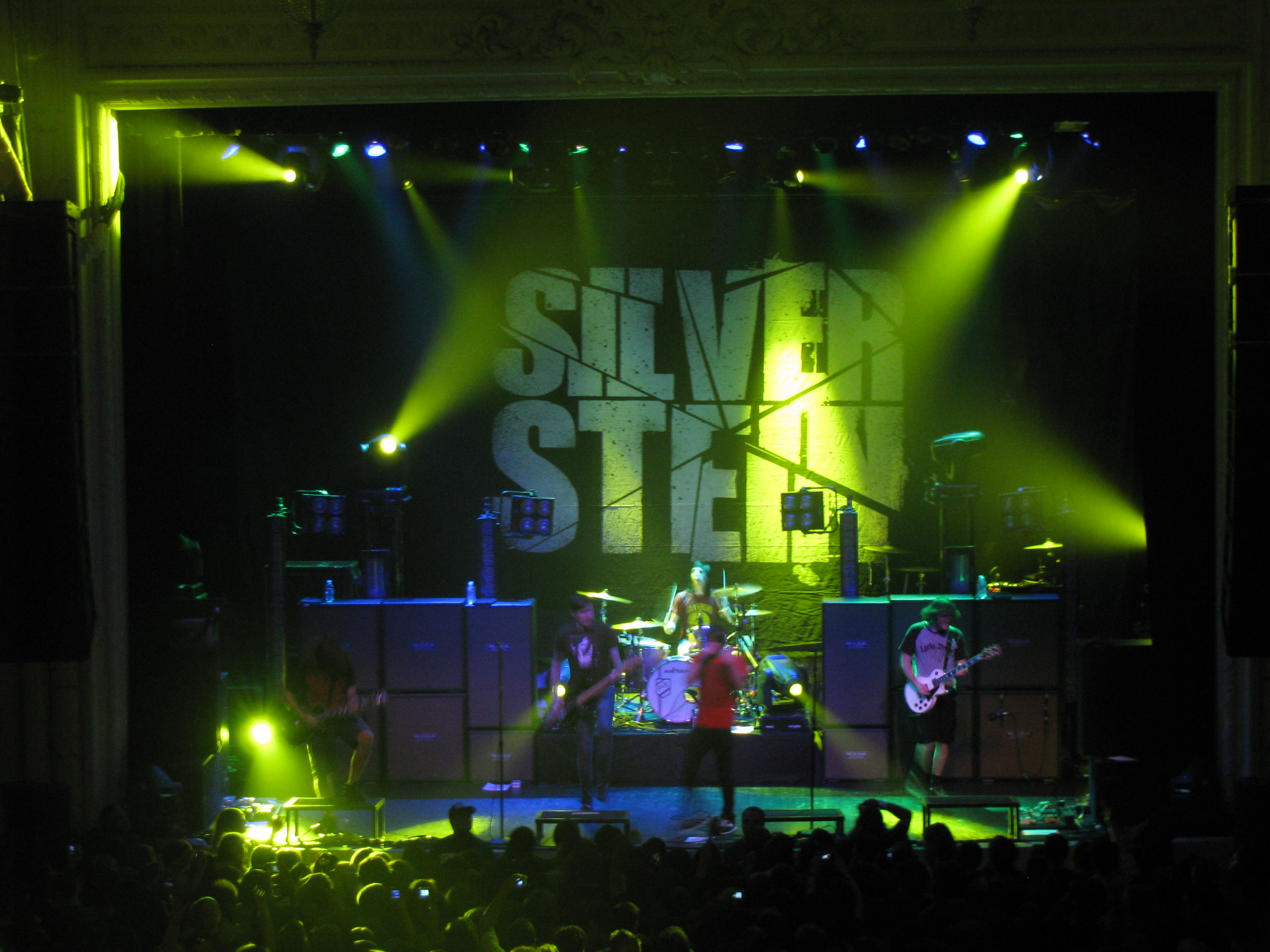
Silverstein 2008

Silverstein (Сильверштайн) — канадський емо та пост-гардкор-гурт, створений у 2000 році у Берлінгтоні. Група була названа на честь поета, автора книг для дітей, Шела Сильверстейна. Більшість відносить гурт до жанру скрімо, але її учасники, зокрема Пол Келер, відкидають причетність до цього жанру.
У 2005 група виступила на Never Shave Again Tour з такими групами, як Aiden, Hawthorne Heights Bayside; саме тоді Джон Хологан з Bayside був убитий.
У січні-лютому 2006, вони здійснили поїздку по Європі з Simple Plan. Потім побували в Канаді в рамках туру Taste of Chaos, а також відіграли чимало концертів в Європі, Японії та Австралії.
Група Silverstein також брала участь в 2006 на Vans Warped Tour, де виконувала пісні зі своїх нових альбомів: Discovering the Waterfront та 18 Candles: The Early Years. Останній — компіляція перших альбомів групи, та акустичні версії кількох пісень.
Восени 2006 Silverstein відіграли з Aiden, It Dies Today He Is Legend на The Never Shave Again Tour. Потім завершили роботу над третім альбомом і влітку того ж року здійснили поїздку у тур з Rise Against. Восени наступного (2007) року вони гастролювали разом з гуртом From Autumn To Ashes у США.
Наступні тури були в Австралії і Японії в січні 2008.

## Склад гурту

### Поточний склад

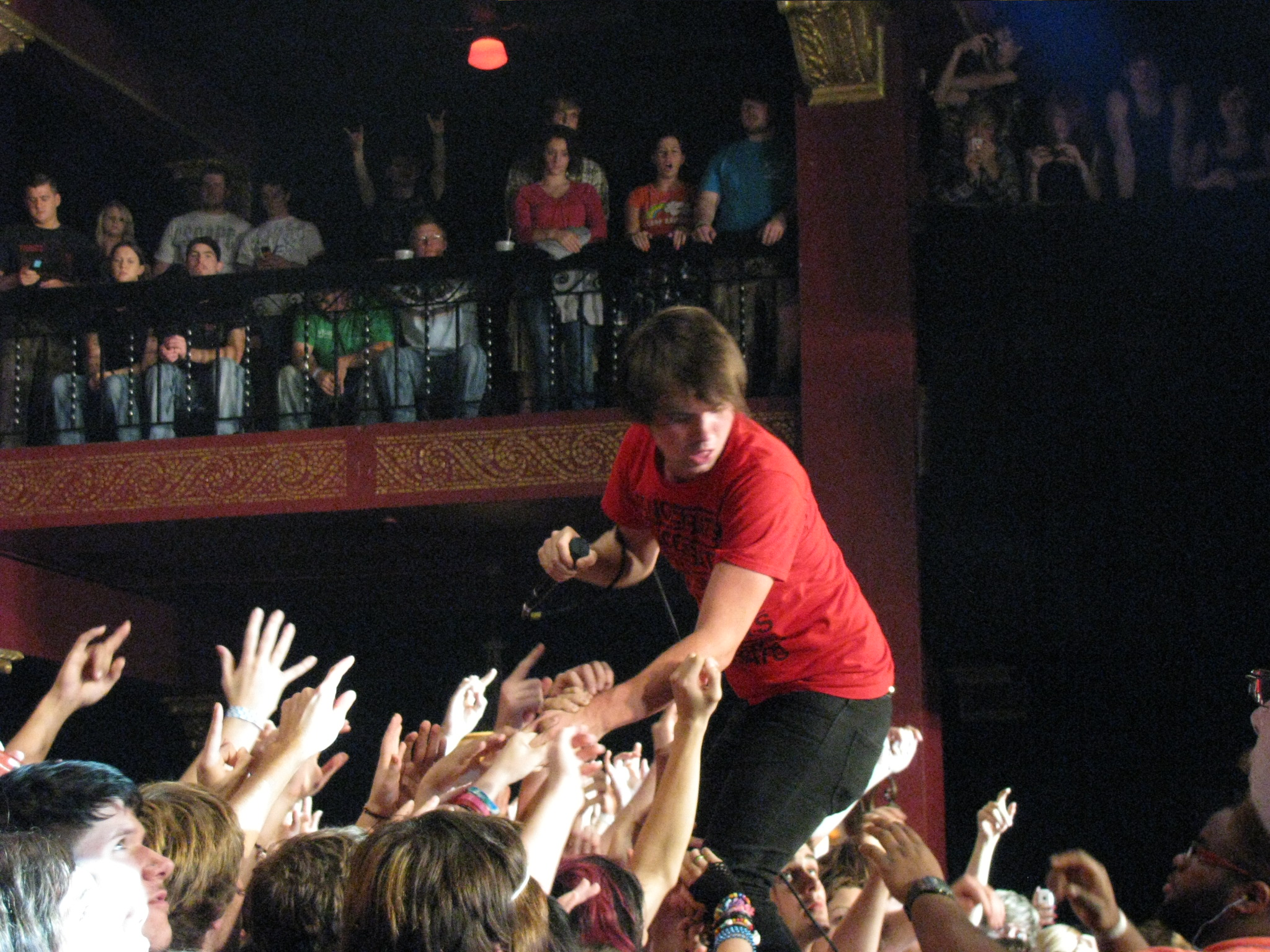
Шейн Тольд — вокал, скримінг
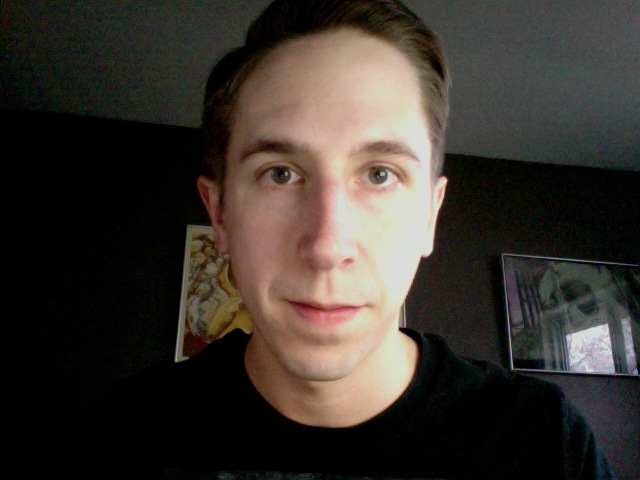
Пол Келер — Ударні

- Шейн Тольд — вокал (з 2000)
- Пол Келлер — ударні (з 2000)
- Джош Бредфорд — ритм-гітара (з 2000)
- Білл Хемільтон — бас-гітара (з 2000)
- Пол Марк Руссо — соло-гітара (з 2012)

### Колишні учасники
- Річард Мак-Волтер — соло-гітара, вокал (2000-2001)
- Нейл Бошарт — соло-гітара (2001-2012)

## Дискографія

### Студійні альбоми
- When Broken Is Easily Fixed (2003)
- Discovering the Waterfront (2005)
- Arrivals & Departures (2007)
- A Shipwreck in the Sand (2009)
- Rescue (2011)
- This Is How the Wind Shifts (2013)

### Збірки
- Short Songs (збірка коротких пісень, 2012)

### EPs
| Рік  | Назва                           | Лейбл            |
| ---- | ------------------------------- | ---------------- |
| 2000 | Summer's Stellar Gaze           | Self-released    |
| 2002 | When the Shadows Beam           | Self-released    |
| 2010 | Transitions                     | Hopeless Records |
| 2011 | Support Your Local Record Store | Self-released    |

### Сингли
| Рік  | Назва                               |
| ---- | ----------------------------------- |
| 2003 | «Giving Up»                         |
| 2003 | «Smashed Into Pieces»               |
| 2005 | «Smile in Your Sleep»               |
| 2005 | «My Heroine»                        |
| 2006 | «Discovering the Waterfront»        |
| 2007 | «If You Could See into My Soul»     |
| 2009 | «Vices»                             |
| 2010 | «Sacrifice»                         |
| 2011 | «The Artist»                        |
| 2013 | «Massachusetts»                     |
| 2013 | «Smashed Into Pieces» (перевидання) |

### Відеокліпи
| Рік  | Назва                           | Продюсер           | Альбом                      |
| ---- | ------------------------------- | ------------------ | --------------------------- |
| 2003 | «Giving Up»                     |                    | When Broken Is Easily Fixed |
| 2004 | «Smashed into Pieces»           | Shane Drake        | When Broken Is Easily Fixed |
| 2005 | «Smile in Your Sleep»           | Marc Ricciardelli  | Discovering the Waterfront  |
| 2006 | «Discovering the Waterfront»    | Benjamin Weinstein | Discovering the Waterfront  |
| 2006 | «My Heroine»                    | Dale Resteghini    | Discovering the Waterfront  |
| 2007 | «If You Could See into My Soul» | Endeavor Media     | Arrivals & Departures       |
| 2008 | «Still Dreaming»                | Stephen Scott      | Arrivals & Departures       |
| 2009 | «Vices»                         | Robby Starbuck     | A Shipwreck in the Sand     |
| 2010 | «American Dream»                | Robby Starbuck     | A Shipwreck in the Sand     |
| 2011 | «Sacrifice»                     | Robby Starbuck     | Rescue                      |
| 2011 | «The Artist»                    | Robby Starbuck     | Rescue                      |
| 2011 | «Burning Hearts»                | Colin Minihan      | Rescue                      |
| 2012 | «Brookfield»                    | Josh Bradford      | Short Songs                 |
| 2012 | «Forget Your Heart»             |                    | Rescue                      |
| 2012 | «SOS»                           | Live version       | Rescue                      |
| 2013 | «Masachussets»                  |                    |                             |
| 2013 | «A Better Place»                |                    |                             |